# فودي كامارا (لاعب كرة قدم)
فودي كامارا (بالفرنسية: Fodé Camara)‏ هو لاعب كرة قدم غيني في مركز الهجوم، ولد في 9 ديسمبر 1973 في غينيا. شارك مع منتخب غينيا لكرة القدم. أما مع النوادي، فقد لعب مع كونينكليجك سبورتفرينغنغ فاريغيم ونادي سينت نيكلاس ونادي كورتريك.

## وصلات خارجية
- فودي كامارا (لاعب كرة قدم) على موقع الاتحاد الدولي (مؤرشف)  (الإنجليزية)
- فودي كامارا (لاعب كرة قدم) على موقع قاعدة بيانات كرة القدم.إي يو (الإنجليزية)
- فودي كامارا (لاعب كرة قدم) على موقع ناشيونال فوتبول تيمز (الإنجليزية)